# Univerza v Cambridgeu
Univerza v Cambridgeu (angleško University of Cambridge, latinsko Universitas Cantabrigiensis) je javna kolegialna raziskovalna univerza v Cambridgeu, Angliji, ki je bila ustanovljena okoli leta 1209 in velja za drugo najstarejšo univerzo v angleško govorečem svetu (za Univerzo v Oxfordu) in tretjo najstarejšo neprekinjeno delujočo univerzo na svetu. Ustanovila jo je skupina učenjakov, ki je morala zaradi spora z domačini zapustiti Oxford. Okrajšava Univerze v Cambridgeu je Cantab., ki se doda pri nazivu, npr. John Smith, BA Hons (Cantab.) pomeni, da je John Smith diplomiral na Univerzi v Cambridgeu.
Danes velja za eno najuglednejših univerz na svetu. Redno se uvršča med pet najboljših univerz na svetu po šanghajski lestvici, po Quacquarelli Symonds svetovni lestvici pa je bila leta 2010 celo na prvem mestu. Univerza upravlja osem kulturnih in znanstvenih muzejev, vključno z Fitzwilliamovim muzejem in Univerzitetnim botaničnim vrtom. Cambridgeovih 116 knjižnic hrani skupno približno 16 milijonov knjig, od tega jih je približno devet milijonov v Univerzitetni knjižnici Cambridge, knjižnici z obveznim izvodom vsake objavljene knjige in eni izmed največjih akademskih knjižnic na svetu. Alumni, akademiki in podružnice Cambridgea so skupno prejeli 121 Nobelovih nagrad. Med znamenitimi alumni univerze je 194 dobitnikov olimpijskih medalj in več zgodovinsko ikoničnih in preobrazbenih posameznikov na svojih področjih, med njimi Francis Bacon, Lord Byron, Oliver Cromwell, Charles Darwin, Stephen Hawking, John Maynard Keynes, John Milton, Vladimir Nabokov, Jawaharlal Nehru, Isaac Newton, Sylvia Plath, Bertrand Russell, Alan Turing, Ludwig Wittgenstein in drugi.

## Zgodovina

### Ustanovitev
Pred ustanovitvijo Univerze v Cambridgeu leta 1209 sta si Cambridge in okolica že pridobila znanstveni in cerkveni sloves predvsem zaradi intelektualnega slovesa in akademskih prispevkov menihov iz bližnje škofovske cerkve v Elyju. Ustanovitev Univerze v Cambridgeu pa je bila v veliki meri navdihnjena z incidentom na Univerzi v Oxfordu, med katerim so mestne oblasti obesile tri oxfordske učenjake, ki so bili sodniki zaradi smrti lokalne ženske iz okolice Oxforda, ne da bi prej posvetovanje s cerkvenimi oblastmi, ki bi bile tradicionalno nagnjene k odpuščanju učenjakov v takih primerih. Toda v tem času so bile mestne oblasti Oxforda v sporu s kraljem Ivanom. Učenci Univerze v Oxfordu so se bali še večjega nasilja meščanov v Oxfordu in začeli zapuščati Oxford v bolj gostoljubnih mestih, vključno s Parizom, Readingom in Cambridgeom. Nazadnje se je v Cambridgeu naselilo dovolj učenjakov, da so skupaj s številnimi učenjaki, ki so že bili tam, oblikovali jedro za ustanovitev nove univerze.
Do leta 1225 je bil imenovan rektor univerze, pisma, ki jih je leta 1231 izdal kralj Henrik III. Angleški, pa so določala, da se najemnine v Cambridgeu določajo secundum consuetudinem universitatis, v skladu z običaji univerze, in ustanovila svet dveh magistrov in dveh meščanov za določitev teh. Pismo papeža Gregorja IX. kanclerju in združenju učenjakov dve leti pozneje je novi univerzi podelilo ius non trahi extra oziroma pravico, da ne bo črpana za tri leta, kar pomeni, da njenih članov ni bilo mogoče poklicati na sodišče zunaj škofije Ely.
Potem ko je bil Cambridge v pismu papeža Nikolaja IV. leta 1290 opisan kot studium generale in kot tak potrjen s papeško bulo iz leta 1318 papeža Janeza XXII. je postalo običajno, da raziskovalci iz drugih evropskih srednjeveških univerz obiščejo Cambridge, da bi študirati ali vodili tečaje.

### Ustanovitev kolidžev
Kolidži na Univerzi v Cambridgeu so bili prvotno naključna značilnost univerze; noben kolidž na Univerzi v Cambridgeu ni tako star kot univerza sama. Kolidži v okviru univerze so bili sprva obdarjeni s štipendijami znanstvenikov. Obstajale so tudi ustanove brez dotacij, imenovane hostli, ki so jih skozi stoletja postopoma absorbirali kolidži in pustili nekaj sledi, vključno z poimenovanjem Garret Hostel Lane in Garret Hostel Bridge, ulice in mostu v Cambridgeu.
Prvi kolidž Univerze v Cambridgeu, Peterhouse, je leta 1284 ustanovil Hugh de Balsham, škof Elyja. V 14. in 15. stoletju je bilo ustanovljenih več dodatnih kolidžev, šole pa so se ustanavljale tudi v sodobnem času, čeprav je bila med ustanovitvijo Sidneyja Sussexa leta 1596 in ustanovitvijo Downinga leta 1800 204-letna vrzel. Robinson, ki je bil zgrajen v poznih 1970-ih. Nazadnje, marca 2010, je Homerton College dosegel status polne univerzitetne fakultete, s čimer je tehnično gledano najnovejši polni kolidž na univerzi.
V srednjem veku so ustanovili številne kolidže, da so lahko njihovi člani molili za duše ustanoviteljev. Pogosto so bili povezani s kapelami ali opatijami. Vendar pa se je fokus kolidžev začel spreminjati leta 1536 z razpustitvijo samostanov in ukazom Henrika VIII., naj univerza razpusti kanonsko pravo, ki je urejalo fakulteto univerze in preneha poučevati sholastično filozofijo. V odgovor so kolidži spremenili svoje učne načrte s kanonskega prava na klasiko, Sveto pismo in matematiko.
Skoraj stoletje kasneje se je univerza znašla v središču protestantskega razkola. Številni plemiči, intelektualci in navadni prebivalci so videli Anglikansko cerkev kot preveč podobno katoliški cerkvi in menili, da jo krona izrablja za uzurpiranje zakonitih pristojnosti grofij. Vzhodna Anglija je postala središče tega, kar je nazadnje postalo puritansko gibanje. V Cambridgeu je bilo puritansko gibanje še posebej močno v Emmanuelu, St Catharine Hallu, Sidneyju Sussexu in Christ'su. Ti kolidži so proizvedli veliko nekonformističnih diplomantov, ki so s svojim družbenim položajem ali pridiganjem močno vplivali na približno 20.000 puritancev, ki so nazadnje zapustili Anglijo v Novi Angliji in zlasti v kolonijo Massachusetts Bay v desetletju velike migracije v 1630-ih ter se naselili v koloniji Virginia in drugih novonastalih ameriških kolonijah.

### Matematika in matematična fizika
Univerza se je hitro uveljavila kot vodilna v svetu na področju študija matematike. Univerzitetni izpit iz matematike, znan kot Mathematical Tripos, je bil sprva obvezen za vse dodiplomske študente, ki so študirali za diplomo Bachelor of Arts, najpogostejšo diplomo, ki je bila prvič ponujena na Cambridgeu. Od časa Isaaca Newtona v poznem 17. stoletju do sredine 19. stoletja je univerza ohranila še posebej močan poudarek na uporabni matematiki in še posebej na matematični fiziki. Študenti, ki so prejeli odliko prvega razreda po opravljenem izpitu Tripos iz matematike, se imenujejo wranglers, najboljši študent med njimi pa je znan kot Senior Wrangler, položaj, ki je bil opisan kot »največji intelektualni dosežek, ki ga je mogoče doseči v Britaniji«.
Cambridge Mathematical Tripos je zelo konkurenčen in je pomagal ustvariti nekatera najbolj znana imena britanske znanosti, med njimi James Clerk Maxwell, William Thomson in John William Strutt Rayleigh. Vendar nekateri znani študenti, kot je G. H. Hardy, niso marali sistema Tripos, saj so menili, da postajajo študenti preveč osredotočeni na zbiranje visokih izpitnih ocen na račun samega predmeta.
Čista matematika na Univerzi v Cambridgeu je v 19. stoletju dosegla velike stvari, čeprav je v veliki meri zamudila pomemben razvoj v francoski in nemški matematiki. Do začetka 20. stoletja pa so čiste matematične raziskave v Cambridgeu dosegle najvišji mednarodni standard, predvsem po zaslugi G. H. Hardyja in njegovih sodelavcev J. E. Littlewooda in Srinivase Ramanujana. W. V. D. Hodge in drugi so v 1930-ih pomagali Cambridgeu vzpostaviti vodilno mesto na področju geometrije.

### Moderno obdobje
Zakon o univerzi v Cambridgeu iz leta 1856 je formaliziral organizacijsko strukturo univerze in uvedel študij številnih novih predmetov, med njimi teologija, zgodovina in sodobni jeziki. Vire, potrebne za nove tečaje v umetnosti, arhitekturi in arheologiji, je podaril vikont Fitzwilliam s Trinity Collegea, ki je leta 1816 tudi ustanovil Fitzwilliamov muzej. Leta 1847 je bil princ Albert izvoljen za rektorja univerze v tesnem boju z grofom Powisom. Kot kancler je Albert reformiral univerzitetne učne načrte, ki so presegali prvotno osredotočenost na matematiko in klasiko, dodal pa jim je sodobno zgodovino in naravoslovje. Med letoma 1896 in 1902 je Downing College prodal del svojega zemljišča, da bi omogočil gradnjo Downing Site, univerzitetne skupine znanstvenih laboratorijev za študij anatomije, genetike in znanosti o Zemlji. V tem obdobju so zgradili New Museums Site, vključno z laboratorijem Cavendish, ki se je medtem preselil v West Cambridge, in drugimi oddelki za kemijo in medicino.
Univerza v Cambridgeu je začela podeljevati doktorske diplome v prvi tretjini 20. stoletja; prvi Cambridge doktorat iz matematike je bil podeljen leta 1924.
Univerza je znatno prispevala k zavezniškim silam v prvi svetovni vojni s 13.878 člani univerze, ki so služili, 2470 pa jih je bilo med vojno ubitih v akciji. Poučevanje in honorarji so se med prvo svetovno vojno skoraj ustavili, sledile pa so hude finančne težave. Posledično je univerza leta 1919 prejela svojo prvo sistematično državno podporo, leta 1920 pa je bila imenovana kraljeva komisija, ki je priporočila, naj univerza (ne pa njeni kolidži) začne prejemati letno štipendijo. Po drugi svetovni vojni je univerza doživela hitro širitev prijav in vpisov, deloma zaradi uspeha in priljubljenosti, ki so jo pridobili številni znanstveniki s Cambridgea. Vendar to ni šlo brez polemik. Na primer, raziskovalci iz Cambridgea so bili leta 2023 obtoženi pomoči pri razvoju oborožitvenih sistemov za Iran.

#### Parlamentarno zastopstvo
Univerza v Cambridgeu je bila ena od samo dveh univerz, ki sta imeli poslanske sedeže v angleškem parlamentu, kasneje pa je bila ena od 19 univerz, zastopanih v parlamentu Združenega kraljestva. Volilno okrožje je bilo ustanovljeno s kraljevo listino iz leta 1603 in je vrnilo dva člana parlamenta do leta 1950, ko je bilo ukinjeno z zakonom o predstavništvu ljudstva iz leta 1948. Volilno okrožje ni bilo geografsko območje; bolje rečeno, njegovo volilno telo so sestavljali univerzitetni diplomanti. Pred letom 1918 je bila franšiza omejena na moške diplomante z doktoratom ali magisterijem.

### Mesto in obleka
Odnos med univerzo in mestom Cambridge je bil včasih nemiren. Besedna zveza mesto in obleka se še naprej uporabljata za razlikovanje med prebivalci Cambridgea (mesto) in študenti Univerze v Cambridgeu (obleka), ki so v preteklosti nosili akademsko obleko. Skozi stoletja je občasno izbruhnilo divje rivalstvo med prebivalci Cambridgea in študenti. Med kmečkim uporom leta 1381 so močni spopadi privedli do napadov in plenjenja univerzitetne posesti, saj so domačini izpodbijali privilegije, ki jih je britanska vlada dodelila akademskemu osebju Univerze v Cambridgeu. Prebivalci so zažgali univerzitetno lastnino na Market Square ob znamenitem shodniškem vzkliku Proč z učenjem uradnikov, proč z njim!. Po teh dogodkih je kancler Univerze v Cambridgeu dobil posebna pooblastila, ki so mu omogočala pregon kriminalcev in ponovno vzpostavitev reda v mestu. Sledili so poskusi sprave med prebivalci mesta in študenti; v 16. stoletju so bili podpisani sporazumi za izboljšanje kakovosti ulic in študentskih nastanitev po mestu. Vendar so temu sledili novi spopadi, ko je kuga leta 1630 dosegla Cambridge in fakultete niso hotele pomagati obolelim z zaklepanjem svojih mest.
Takšni konflikti med prebivalci Cambridgea in univerzitetnimi študenti so od 16. stoletja večinoma izginili, univerza pa je postala vir ogromnega zaposlovanja in povečanega bogastva v Cambridgeu in regiji. Univerza se je prav tako izkazala kot vir izredne rasti visokotehnoloških in biotehnoloških start-upov ter uveljavljenih podjetij in povezanih ponudnikov storitev za ta podjetja. Gospodarska rast, povezana z visokotehnološko in biotehnološko rastjo univerze, je bila označena kot fenomen Cambridgea in je vključevala dodanih 1500 novih podjetij in kar 40.000 novih delovnih mest, dodanih med letoma 1960 in 2010, večinoma v Silicon Fen, ustanovljenem poslovnem grozdu. na univerzi v poznem 20. stoletju.

### Miti, legende in izročila
Delno zaradi obsežne zgodovine Univerze v Cambridgeu, ki zdaj presega 800 let, je univerza razvila veliko tradicij, mitov in legend. Nekateri so resnični, nekateri ne, nekateri pa so bili resnični, vendar so jih ukinili, a so jih kljub temu širile generacije študentov in turističnih vodnikov.
Ena takšnih opuščenih tradicij je lesena žlica, nagrada, ki se podeli študentu z najnižjo uspešno oceno na zaključnih izpitih univerzitetnega matematičnega študija Tripos. Zadnja od teh žlic je bila podeljena leta 1909 Cuthbertu Lempriereju Holthouseu, veslaču čolnarskega kluba Lady Margaret na St John's College. Dolga je bila več kot en meter in je imela za ročaj rezilo vesla. Zdaj jo je mogoče videti zunaj sobe za seniorje St John's College. Od leta 1908 so bili rezultati izpitov objavljeni po abecedi znotraj razreda in ne po strogem vrstnem redu po uspešnosti, zaradi česar je bilo težko ugotoviti, kdo od študentov z najnižjo uspešno oceno zasluži žlico, kar je vodilo v prekinitev tradicije.
Vsak božični večer, Festival devetih lekcij in pesmi, ki jih poje zbor King's Collegea, se po vsem svetu predvajajo na televiziji in radiu BBC World Service in so združeni na stotine dodatnih radijskih postaj v ZDA in drugod. Radijski prenos je nacionalna tradicija božičnega večera od leta 1928, čeprav festival obstaja od leta 1918, samo praznovanje pa je nastalo še prej v stolnici Truro v Cornwallu leta 1880. Prvi televizijski prenos festivala je bil leta 1954.

## Stavbe
Univerza ima osrednjo lokacijo v mestu Cambridge. Študenti Univerze v Cambridgeu predstavljajo približno 20 odstotkov prebivalstva mesta, ki je leta 2021 znašalo 145.674, kar je povzročilo nižjo starostno demografsko kategorijo v mestu.
Večina starejših fakultet na univerzi je v bližini mestnega središča, skozi katerega teče reka Cam. Študenti in drugi se tradicionalno podajajo na reko Cam, ki nudi pogled na univerzitetne stavbe, ki obdajajo reko.
Nekaj pomembnih stavb Univerze v Cambridgeu je kapela King's College; stavba zgodovinske fakultete, ki jo je zasnoval James Stirling; in stavba Cripps na St John's College. Opeka več fakultet je opazna: Queens' College ima nekaj najzgodnejših vzorčastih zidakov v Angliji in opečne stene St John's College so primeri angleške vezave, flamske vezave in drugih.
Univerza je razdeljena na več lokacij, v katerih so različni oddelki univerze, vključno z:

- Addenbrooke's Hospital
- Downing Site
- Madingley/Gorton
- New Museums Site
- North West Cambridge development
- Old Addenbrooke's Site
- Old Schools
- Sidgwick Site
- Silver Street/Mill Lane
- West Cambridge

Univerzitetna šola za klinično medicino ima sedež v bolnišnici Addenbrooke's, kjer študenti medicine po pridobitvi diplome BA opravljajo triletno klinično prakso. Lokacija West Cambridge je v fazi velike širitve in bo gostila nove stavbe in igrišča za univerzitetni šport. Od leta 1990 poslovna šola Cambridge Judge Business School na ulici Trumpington ponuja tečaje za izobraževanje o managementu in jo Financial Times nenehno uvršča med 20 najboljših poslovnih šol na svetu.
Številna mesta so precej blizu drug drugemu in območje okoli Cambridgea je razmeroma ravno. Poleg tega študentom ni dovoljeno imeti dovolilnic za parkiranje, razen v posebnih okoliščinah. Iz teh razlogov je med najljubšimi prevoznimi sredstvi študentov kolo; ocenjena petina potovanj v mestu poteka s kolesom.

## Organizacija in administracija
Cambridge je univerza kolidžev, kar pomeni, da so njeni kolidži samoupravni in neodvisni, vsak s svojo lastnino, dotacijami in dohodki. Večina kolidžev združuje akademike in študente iz različnih strok. Vsak kolidž, šola ali oddelek na univerzi vključuje akademike, povezane z različnimi fakultetami.
Visokošolski kolidži so odgovorni za izvajanje predavanj, organizacijo seminarjev, izvajanje raziskav in določanje učnih načrtov za poučevanje, vse to pa nadzira generalni odbor univerze. Skupaj z osrednjo upravo, ki jo vodi podkancler, fakultete sestavljajo Univerzo v Cambridgeu. Objekte, kot so knjižnice, na vseh teh ravneh zagotavlja univerza. Univerzitetna knjižnica Cambridge je največja in primarna knjižnica univerze. Pravna knjižnica Squire je glavna knjižnica za študente prava na univerzi. Vsaka posamezna fakulteta vzdržuje knjižnico z več disciplinami, ki je zasnovana za dodiplomske študente posamezne fakultete.
Univerza je pravno strukturirana kot izvzeta dobrodelna ustanova in družba običajnega prava. Njeni korporativni nazivi vključujejo kanclerja, magistre in štipendiste Univerze v Cambridgeu.

## Kolidži
Kolidži so samoupravne ustanove z lastnimi dotacijami in lastnino, vsaka ustanovljena kot sestavni del univerze. Vsi študenti in večina akademikov so povezani s kolidžem. Pomen je v stanovanju, blaginji, socialnih funkcijah in dodiplomskem poučevanju, ki ga zagotavljajo. Vsi kolidži, oddelki, raziskovalna središča in laboratoriji pripadajo univerzi, ki organizira predavanja in podeljuje diplome, vendar dodiplomski študenti prejmejo svoj splošni akademski nadzor znotraj kolidža prek poučevanja v majhnih skupinah, ki pogosto vključujejo le enega študenta; čeprav se v mnogih primerih študenti odpravijo na druge kolidže za nadzor, če učitelji na njihovem niso specializirani za študentovo posebno področje akademskega poudarka. Vsak kolidž imenuje svoje učiteljsko osebje in sodelavce, ki so člani univerzitetnega oddelka. Odločajo tudi, katere dodiplomske študente bodo sprejeli na univerzo, v skladu z univerzitetnimi standardi in predpisi.
Cambridge ima 31 kolidžev, od katerih dva, Murray Edwards in Newnham, sprejemata samo ženske. Ostali so mešani. Darwin je bil prvi kolidž, ki je sprejemal tako moške kot ženske. Leta 1972 so bili Churchill, Clare in King's prvi kolidži, ki so prej vključevali samo moške in so sprejemali dodiplomske ženske. Leta 1988 je Magdalene postala zadnji samo moški kolidž, ki je sprejemal ženske. Clare Hall in Darwin sprejemata le podiplomske študente, Hughes Hall, St Edmund's in Wolfson pa sprejemajo samo zrele dodiplomske in podiplomske študente, ki so na dan mature stari 21 let ali več. Lucy Cavendish, ki je bila prej šola za starejše samo za ženske, je leta 2021 začela sprejemati tako moške kot ženske. Vsi drugi kolidži sprejemajo tako dodiplomske kot podiplomske študente brez starostnih omejitev.
Kolidžem ni treba sprejemati študentov pri vseh predmetih; nekateri se odločijo, da ne bodo ponujali predmetov, kot so arhitektura, umetnostna zgodovina ali teologija, večina pa ponuja celotno paleto akademskih specialitet in sorodnih tečajev. Nekateri ohranjajo relativno moč in s tem povezan ugled zaradi strokovnega znanja v določenih akademskih disciplinah. Churchill, na primer, slovi po svojem strokovnem znanju in osredotočenosti na znanost in tehniko, deloma zaradi zahteve, ki jo je Winston Churchill uvedel ob ustanovitvi kolidža, da je 70 % študentov študiralo matematiko, tehniko in naravoslovje. Drugi imajo bolj neformalno akademsko osredotočenost in celo izkazujejo ideološko osredotočenost, na primer King's, ki je znan po svoji levičarski politični usmeritvi, ter Robinson in Churchill, ki imata sloves akademske osredotočenosti na trajnost in okoljevarstvo.
Stroški študentov za bivanje in hrano se od kolidža do kolidža precej razlikujejo. Podobno se naložbe v izobraževanje študentov s strani posameznega kolidža na univerzi med kolidži zelo razlikujejo.
Tri teološke fakultete na univerzi, Westcott House, Westminster College in Ridley Hall Theological College, so članice Cambridge Theological Federation in povezane v partnerstvu z univerzo.
1. Christ's College
2. Churchill College
3. Clare College
4. Clare Hall
5. Corpus Christi College
6. Darwin College
7. Downing College
8. Emmanuel College
9. Fitzwilliam College
10. Girton College
11. Gonville and Caius College
12. Homerton College
13. Hughes Hall
14. Jesus College
15. King's College
16. Lucy Cavendish College
17. Magdalene College
18. Murray Edwards College
19. Newnham College
20. Pembroke College
21. Peterhouse
22. Queens' College
23. Robinson College
24. Selwyn College
25. Sidney Sussex College
26. St Catharine's College
27. St Edmund's College
28. St John's College
29. Trinity College
30. Trinity Hall
31. Wolfson College

## Šole, fakultete in oddelki
Poleg 31 kolidžev Univerzo sestavlja tudi preko 150 šol, fakultet, oddelkov, sindikatov in drugih ustanov. »Šola« pomeni ustanovo, ki se ukvarja s poučevanjem določene skupine predmetov; deli pa se na fakultete in oddelke. V Cambridgeskem sistemu šole in fakultete nimajo posebne vloge, bolj pomembni so oddelki in seveda kolidži.
Univerzo v Cambridgeu sestavlja 6 šol:
- Arts and Humanities (Umetnosti in družboslovje)
- Biological Sciences, including Veterinary Medicine (Biološke vede, vključuje veterinarsko medicino)
- Clinical Medicine (Medicina)
- Humanities and Social Sciences (Družboslovje in družbene vede)
- Physical Sciences (Naravoslovne vede)
- Technology (Tehnologija)